# Sphex rhodosoma
Sphex rhodosoma är en biart som först beskrevs av Rowland Edwards Turner 1915. 
Sphex rhodosoma ingår i släktet Sphex och familjen grävsteklar. Inga underarter finns listade i Catalogue of Life.